# Bahnhof Mikawa-Tahara
Der Bahnhof Mikawa-Tahara (jap. 三河田原駅, Mikawa-Tahara-eki) ist ein Bahnhof auf der japanischen Insel Honshū, betrieben von der Bahngesellschaft Toyohashi Tetsudō. Er befindet sich in der Präfektur Aichi (Provinz Mikawa) auf dem Gebiet der Stadt Tahara.

## Beschreibung
Mikawa-Tahara ist ein Kopfbahnhof und früherer Durchgangsbahnhof am südlichen Ende der Atsumi-Linie. Diese erschließt die Atsumi-Halbinsel und führt bis zum Bahnhof Shin-Toyohashi in der Stadt Toyohashi. Für ihren Betrieb zuständig ist die Bahngesellschaft Toyohashi Tetsudō, eine Tochtergesellschaft der Meitetsu-Gruppe. Nahverkehrszüge verkehren täglich durchgehend im 15-Minuten-Takt zwischen 5:15 und 23:00 Uhr. Vom südlichen Vorplatz aus verkehren mehrere Buslinien der Gesellschaft Toyotetsu Bus, der Stadtbus Tahara sowie ein Nachtbus von und nach Tokio.
Der Bahnhof steht im zentralen Stadtteil Higashi-Ohama. Die Anlage ist von Osten nach Westen ausgerichtet und besitzt sechs Gleise, von denen vier dem Personenverkehr dienen. Diese liegen an zwei Mittelbahnsteigen, flankiert von je einem Abstellgleis an der Nord- und Südseite. Das seit 2013 bestehende, vom renommierten Architekten Tadao Andō entworfene Empfangsgebäude am westlichen Ende ist ein zweigeschossiges Bauwerk im Stil des Minimalismus, sein Grundriss besitzt die Form eines flachwinkligen Kreissektors.

## Geschichte

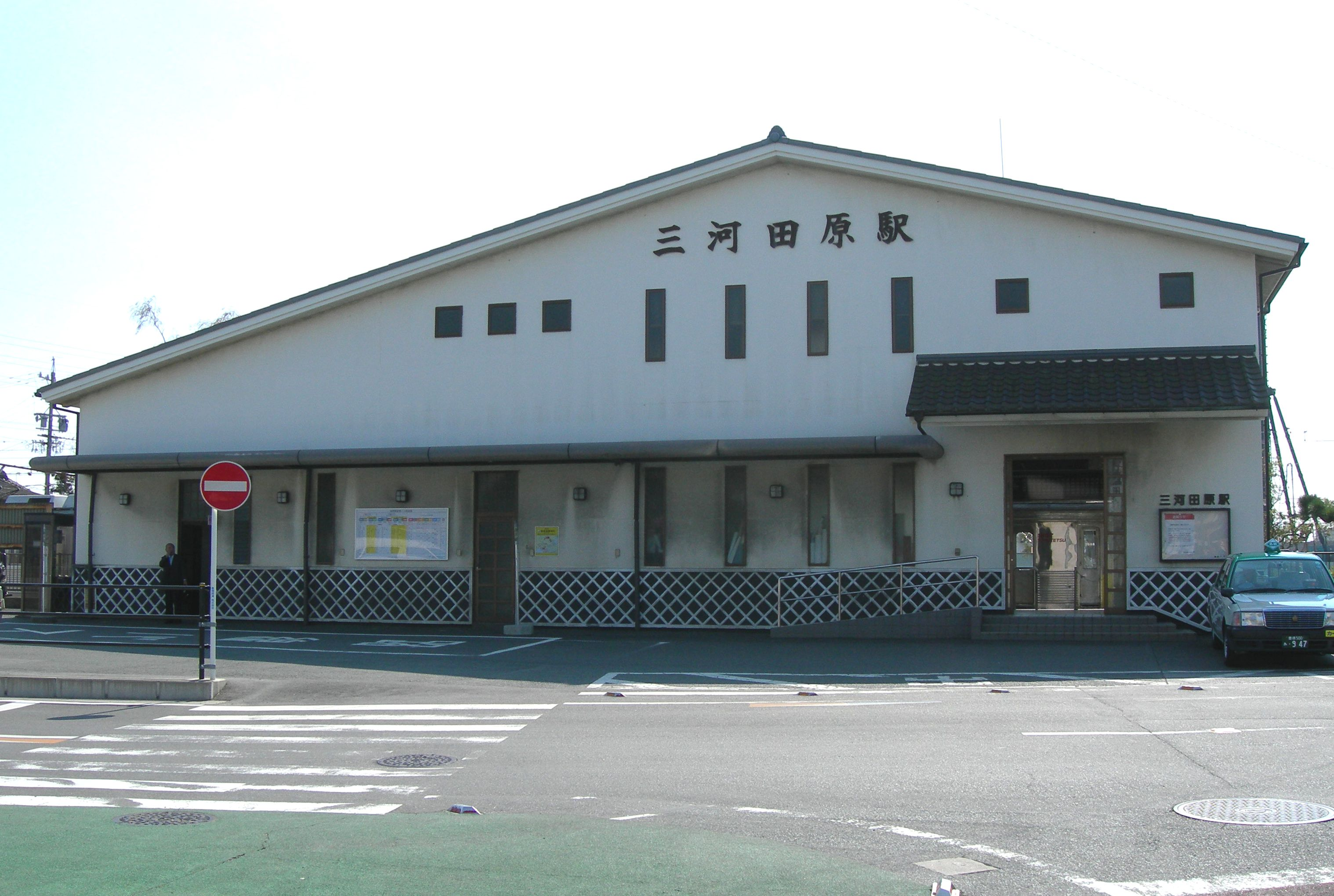
Bahnhofsgebäude der dritten Generation (Mai 2004)

Die Bahngesellschaft Atsumi Dentetsu nahm in den Jahren 1924/25 die Atsumi-Linie in mehreren Etappen in Betrieb, so am 10. Juni 1924 das Teilstück zwischen Kanbe und Tahara. Der Bahnhof erhielt am 1. Juni 1925 seinen heutigen Namen Mikawa-Tahara. Am 10. April 1926 wurde die Strecke um weitere 2,8 km von Mikawa-Tahara nach Kurokawabara verlängert. Durch eine Fusion ging die Atsumi-Linie am 1. September 1940 in den Besitz der Bahngesellschaft Meitetsu über. Um die Rationierungsmaßnahmen während des Pazifikkriegs zu unterstützen, erklärte die Regierung den Abschnitt nach Kurokawabara als „nicht dringlich“, weshalb der Bahnverkehr dorthin am 5. Juni 1944 eingestellt werden musste. Damit war Mikawa-Tahara wieder zur Endstation geworden. Seit einer Umstrukturierung der Meitetsu-Gruppe am 1. Oktober 1954 ist die zum selben Konzern gehörende Toyohashi Tetsudō für die Atsumi-Linie zuständig. Der Güterverkehr wurde in den 1980er Jahren eingestellt, das alte Empfangsgebäude 2013 durch einen Neubau ersetzt.